# Horní Němčí
Horní Němčí (Horněmčí, németül: Horniemtsch) település Csehországban, a Uherské Hradiště-i járásban. Horní Němčí Slavkov, Nivnice, Korytná és Strání településekkel határos. Lakosainak száma 820 fő (2024. január 1.).

## Népesség
A település lakosságának változását az alábbi diagram mutatja:
| Lakosok száma | 920  | 1067 | 1344 | 1082 | 947  | 829  | 838  | 820  | 802  | 820  |
|               | 1869 | 1890 | 1921 | 1950 | 1980 | 2001 | 2017 | 2019 | 2022 | 2024 |